# Suatobor
Suatobor, auch  Suantibor, Svantibor   oder Swantibor, war ein Herzog der Pomoranen zu Beginn des 12. Jahrhunderts.
Eine zuverlässige zeitgenössische Überlieferung zu Suatobor stammt aus der Chronik des Benediktinermönches Gallus Anonymus († nach 1116). Dieser berichtet, dass ein Suatobor, ein Verwandter des polnischen Herzogs Boleslaw III. Schiefmund, in Pommern gestürzt und eingekerkert, dann aber (etwa 1106/1107) an Herzog Boleslaw III. ausgeliefert wurde. Vermutlich ist dieser Suatobor derselbe Herzog, von dem die Chronik zuvor berichtet, dass er im Jahre 1105 bei einem Angriff Herzog Boleslaws III. auf Kolberg geflohen war.
Die Chronik berichtet ferner, dass ein Pommernherzog sich 1107/1108 in Kolberg dem polnischen Herzog Boleslaw III. unterworfen hat. Überlegungen, ob dieser Herzog mit Suatobo, oder mit dem 1111/1112 namentlich genannten Suatopolk identisch sei, oder aber ein weiterer Anführer, sind rein spekulativ.
Genaueres ist über Herzog Suatobor nicht bekannt. Insbesondere ist unbekannt, ob Herzog Suatobor zu den Vorfahren des pommerschen Herzogsgeschlechts der Greifen zählte, dessen erste gesicherte Vertreter die Brüder Wartislaw I. († vor 1148) und Ratibor I. († 1156) waren. Möglich ist auch, dass er ein Vorfahr der Linie der Swantiboriden war. Da polnische Nasalvokale im Mittelalter nicht konsequent notiert wurden, kann Suatobor eine Schreibvariante von Swantibor sein.